# Réserve naturelle nationale des pâtis d'Oger et du Mesnil-sur-Oger
La réserve naturelle nationale des pâtis d'Oger et du Mesnil-sur-Oger (RNN159) est une réserve naturelle nationale située en Champagne-Ardenne dans le département de la Marne. Classée en 2006, elle s'étend sur 131 ha et protège un ensemble de landes ou "pâtis".

## Localisation

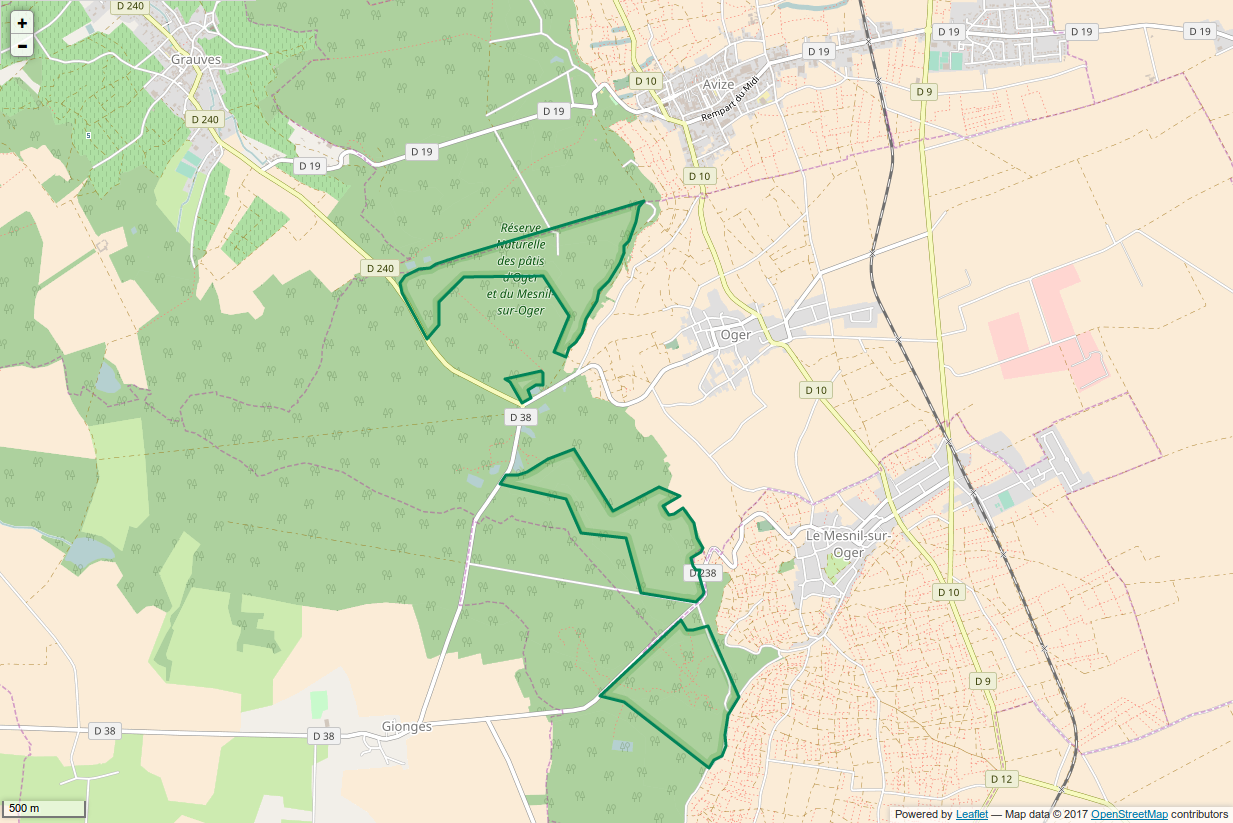
Périmètre de la réserve naturelle.

Le territoire de la réserve naturelle se situe à 12 km au sud d'Épernay sur les communes du Mesnil-sur-Oger et Oger, dans le canton de Vertus et dans le département de la Marne. Il se trouve à la limite est de la côte d'Île-de-France, dont les versants forment la région viticole de la côte des blancs, et qui domine la plaine de la Champagne crayeuse. Constitué de 3 secteurs pour une surface totale de 130,674 ha, son altitude varie entre 160 m et 246 m.

## Histoire du site et de la réserve
Dans l'été 1973, Marcel Bournérias et Didier Lavergne (re)découvrent ce site lors des inventaires de terrain réalisés pour l'établissement de la carte de végétation au 1/200.000 de Châlons-sur-Marne publiée par le CNRS en 1979 et font part conjointement de leur découverte dans une célèbre publication dans les Cahiers des Naturalistes (Bulletin des Naturalistes Parisiens, N.S., t. 29 fasc. 2, 1973, pages 49-54) qu'ils dénomment : "Les landes d'Oger et Mesnil-sur-Oger (Marne) - Quelques problèmes relatifs à la protection de ces sites botaniques remarquables". 
Ils sensibilise les communes pour préserver ce site, menacé notamment par la pollution de décharges sauvages. Depuis, plusieurs inventaires ont été menés ainsi que la restauration de landes, de mares et de pâtis, recouverts par les broussailles,. En 2003, les conseils municipaux d'Oger, puis du Mesnil, donnent un avis positif à la création d'une réserve naturelle. Celle-ci est officiellement créée en 2006.

## Écologie (biodiversité, intérêt écopaysager…)

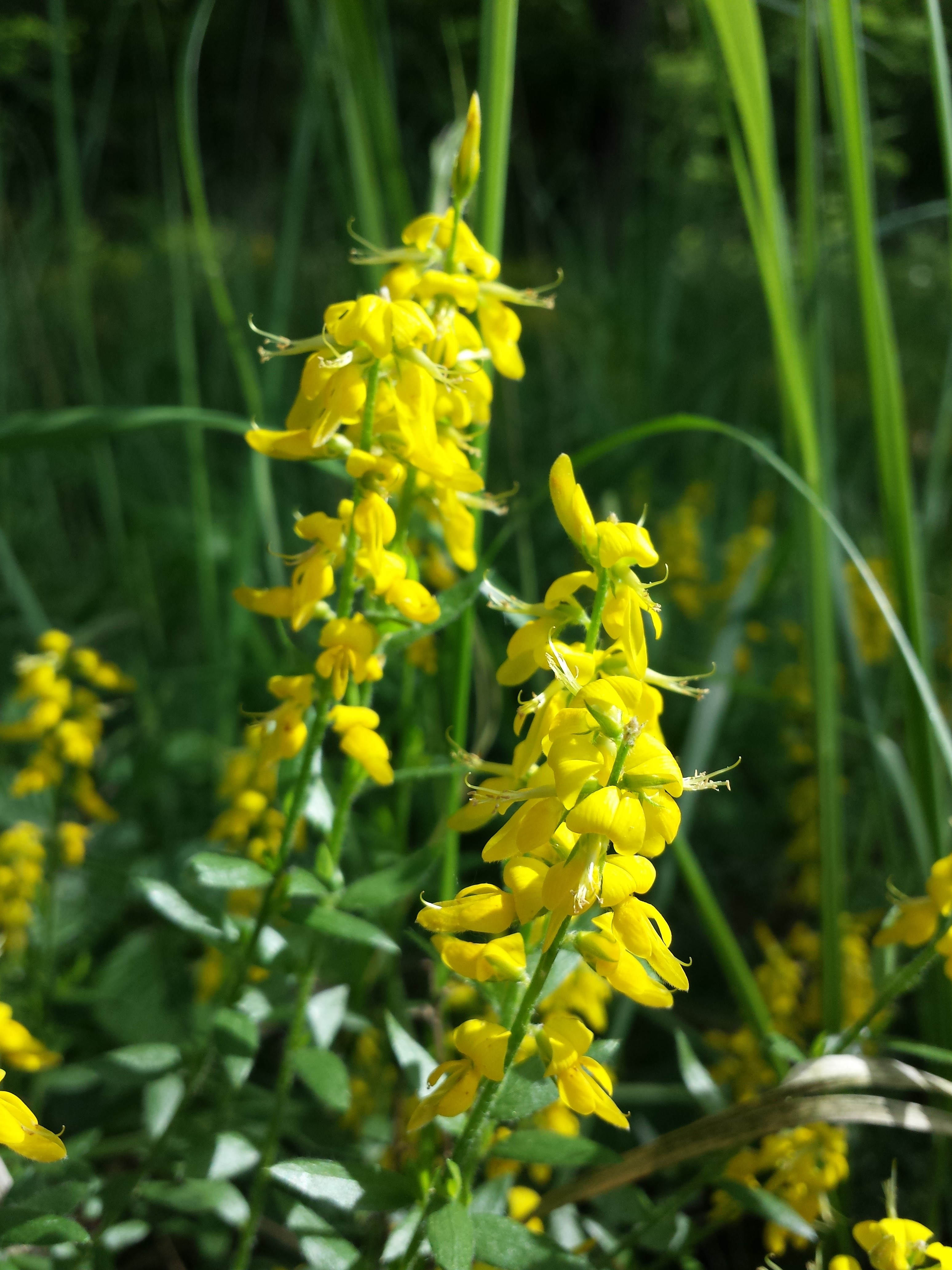
Genêt d'Allemagne

On distingue trois secteurs principaux, non contigus : les pâtis du Mesnil, le vallon de la Halle aux vaches et le bois des Mavettes. Le site se compose de landes ou pâtis plus ou moins relictuelles au sein de zones forestières, qui étaient autrefois le lieu de pâture de bovins et d'ovins. Les landes d'Oger et du Mesnil sont parmi les dernières conservées de la région. Ce sont des landes sub-atlantiques. Elles sont entourées de chênaies, de pinèdes et de prairie de molinie. Au sein de ces pâtis sont apparues de nombreuses mares, pour la plupart oligotrophe. Elles ont été créées par l'homme lors de l'extraction d'argile ou de pierre meulière. Une partie de la réserve consiste en un Mésobromion. Le vallon de la Halle aux vaches accueille un marais alcalin qui est la source du ruisseau le Darcy.

### Faune

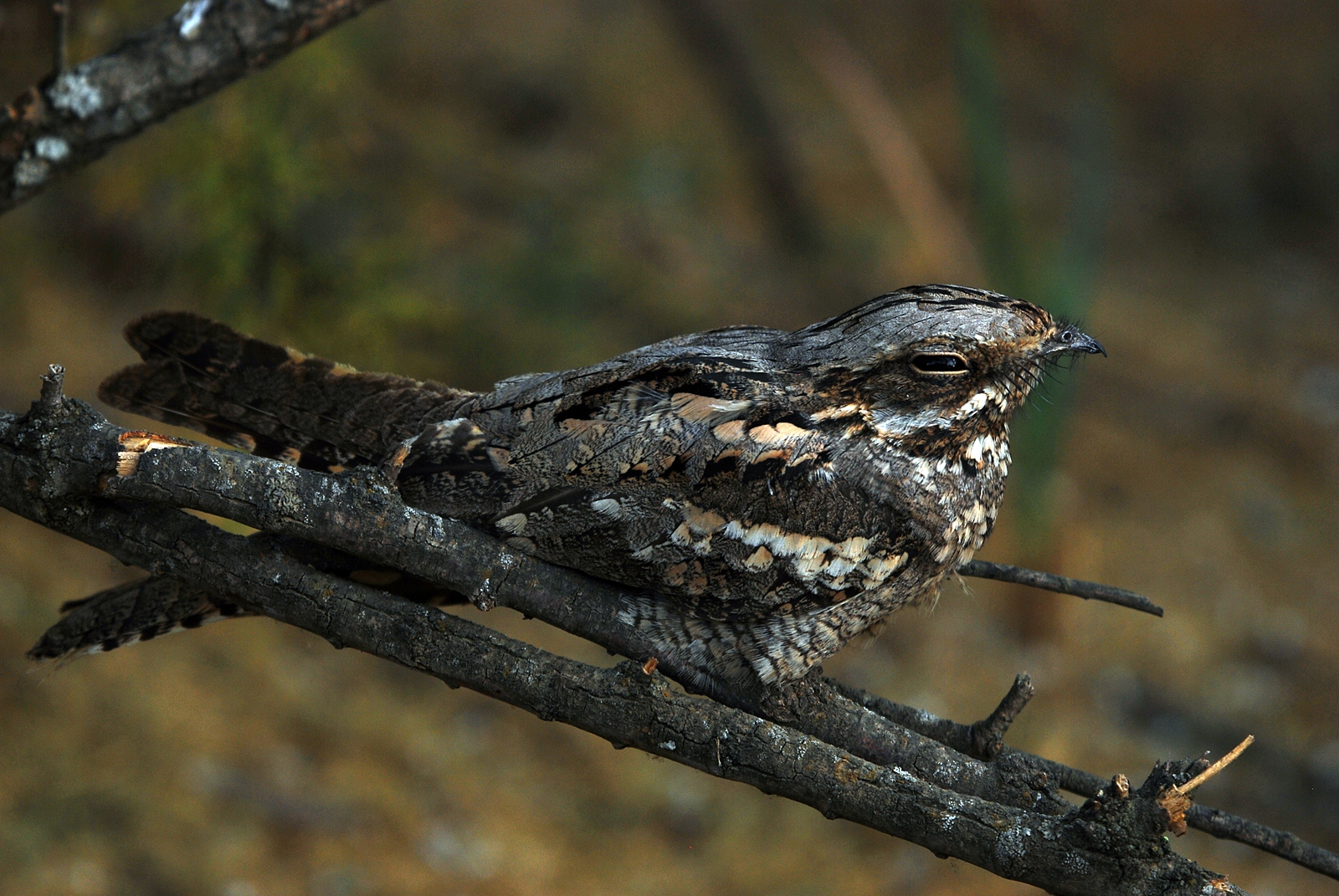
Engoulevent d'Europe

## Intérêt touristique et pédagogique
L'accès au site est libre dans la limite de la réglementation.

## Administration, plan de gestion, règlement
La réserve naturelle est gérée par le Conservatoire d'espaces naturels de Champagne Ardenne et l'ONF Aube Marne.

### Outils et statut juridique
La réserve naturelle a été créée par un décret du 12 juin 2006.